# Aureville
Aureville este o comună în departamentul Haute-Garonne din sudul Franței. În 2009 avea o populație de 707 de locuitori.

## Evoluția populației
| An        | 1975 | 1982 | 1990 | 1999 | 2006 | 2009 |
| --------- | ---- | ---- | ---- | ---- | ---- | ---- |
| Populație | 241  | 372  | 455  | 540  | 684  | 707  |